# Samarinești, Gorj
Samarinești este satul de reședință al comunei cu același nume din județul Gorj, Oltenia, România.